# EP+6
EP+6 – druga kompilacja szkockiego zespołu Mogwai, wydana 1 października 2001 w Wielkiej Brytanii i rok później w Japonii. Zawiera 10 utworów, wydanych poprzednio na EP-kach: 4 Satin (1997), No Education = No Future (Fuck the Curfew) (1998) i EP (1999) oraz wideo Stanley Kubrick (w wersji brytyjskiej).

## Album

### Historia
Podobnie jak Ten Rapid również EP+6 stanowi zbiór eksperymentalnych singli, sprawiający wrażenie, jakby został zaprojektowany jako album studyjny. W zbiorze znalazły się nagrania z wcześniej wydanych EP-ek: 4 Satin (1997), No Education = No Future (Fuck the Curfew) (1998) i EP (1999). Utwór „Xmas Steps” z 1999 roku jest singlową wersją utworu z albumu Come On Die Young.

### Lista utworów
| 1.     | Superheroes Of BMX                 | 8:05    |
|        |                                    |         |
| 2.     | Now You're Taken                   | 7:00    |
|        |                                    |         |
| 3.     | Stereodee                          | 13:39   |
|        |                                    |         |
| 4.     | Xmas Steps                         | 11:14   |
|        |                                    |         |
| 5.     | Rollerball                         | 3:47    |
|        |                                    |         |
| 6.     | Small Children In The Background   | 6:51    |
|        |                                    |         |
| 7.     | Stanley Kubrick                    | 4:19    |
|        |                                    |         |
| 8.     | Christmas Song                     | 3:26    |
|        |                                    |         |
| 9.     | Burn Girl Prom Queen               | 8:33    |
|        |                                    |         |
| 10.    | Rage: Man                          | 5:05    |
|        |                                    |         |
| Video. | Stanley Kubrick reż. Brian Griffin | 5:18    |
|        |                                    |         |
|        |                                    | 1:17:17 |
|        |                                    |         |

| 1.  | Stanley Kubrick                  |  |
|     |                                  |  |
| 2.  | „Christmas Song                  |  |
|     |                                  |  |
| 3.  | Burn Girl Prom Queen             |  |
|     |                                  |  |
| 4.  | Rage: Man                        |  |
|     |                                  |  |
| 5.  | Xmas Steps                       |  |
|     |                                  |  |
| 6.  | Rollerball                       |  |
|     |                                  |  |
| 7.  | Small Children In The Background |  |
|     |                                  |  |
| 8.  | Superheroes Of BMX               |  |
|     |                                  |  |
| 9.  | Now You're Taken                 |  |
|     |                                  |  |
| 10. | Stereodee                        |  |
|     |                                  |  |

### Muzycy

#### Mogwai
- Dominic Aitchison
- Stuart Braithwaite
- Martin Bulloch
- Barry Burns
- John Cummings

#### Muzycy studyjni
- Aidan Moffat – tekst i śpiew w „Now You're Taken”
- Luke Sutherland – skrzypce w „Rollerball”
- Lee Cohen – śpiew w „Stanley Kubrick”
- Cowdenbeath Brass Band – instrumenty dęte blaszane w „Burn Girl Prom Queen”

### Produkcja
- Andy Miller – producent muzyczny (utwory: 1, 6)
- Paul Savage – producent muzyczny (utwór 3)
- Jamie Harley – producent muzyczny (utwór 2)
- Geoff Allan – producent muzyczny (utwory: 4, 5)
- Michael Brennan Jr. – producent muzyczny (utwory: 7–10)

## Opinie krytyków
„Utwór 'Stereodee', trwający 13 i pół minuty jest tak samo pociągająco epicki, jak każdy z pozostałych utworów kompilacji; ukazuje on mistrzostwo zespołu w operowaniu melodią: jej wyciszonemu płynięciu i narastaniu napięcia aż do eksplozji” – uważa Heather Phares z magazynu AllMusic. „Również 'Xmas Steps', nieco dłuższy niż wersja albumowa, pokazuje, jak mistrzowsko Mogwai potrafi operować czasem i dynamiką, budując masyw dźwiękowy, eksplodujący w szczytowym momencie niczym wulkan, po czym wyciszony. Ta para utworów stanowi rdzeń kompilacji. Ich przeciwwagę stanowią melancholijne 'Stanley Kubrick' i 'Burn Girl Prom Queen'”.
„Choć EP + 6 to z pewnością nierówna kompilacja, zawiera ona jedne z najlepszych momentów Mogwai” – twierdzi Louis Pattison z magazynu Soundblab dodając: „Składająca się z nie-albumowych utworów [kompilacja] (…) pokazuje, że ten prawdziwie odkrywczy, avant-rockowy zespół potrafi nei tylko uchwycic najbardziej zdumiewająco piękne melodie, ale też dogłębnie rozumie, jak w mgnieniu oka przekształcić je w bezwzględne, pękające ściany hałasu. Krystalizacją tego podejścia jest z pewnością oryginalne nagranie Mogwai 'Xmas Steps'. Dla każdego fana Mogwai, który przegapił oryginalną EP-kę w momencie jej wydania, ten album powinien być uważany za kluczowy” – konkluduje autor.